# Pleurotomarioidea
Pleurotomarioidea Swainson, 1840 è una superfamiglia di molluschi gasteropodi della sottoclasse Vetigastropoda.

## Descrizione
La superfamiglia Pleurotomarioidea include alcuni dei primi gasteropodi che compaiono nella documentazione fossile; i suoi membri sono conosciuti per la prima volta dall'alto Cambriano e persistono fino ai giorni nostri, fornendo così importanti informazioni sulla storia evolutiva della classe Gastropoda. I Pleurotomarioidea raggiunsero la maggiore diversità numerica e morfologica durante il Paleozoico e dominarono le faune globali dei gasteropodi marini di acque basse durante il Paleozoico e il Mesozoico. Una sola famiglia, i Pleurotomariidae, sopravvissero alla estinzione di massa del Cretaceo-Paleocene.
Questi gasteropodi mostrano un accoppiamento di organi interni, come il Ctenidio bipennata, che è stato successivamente perso o ridotto nella maggior parte dei gruppi di gasteropodi moderni, per questa ragione essi sono generalmente considerati "primitivi".
I pleurotomarioidi sono caratterizzati dalla presenza di una fascia a spirale nella conchiglia chiamata selenizona che si trova di solito vicino alla sua periferia. La selenizona viene generata quando la fenditura presente nel margine aperturale si chiude durante la crescita del guscio. Questa fessura è utilizzata per il flusso d'acqua esalante dalla cavità del mantello, con flussi inalanti situati su entrambi i lati.

## Tassonomia
La superfamiglia Pleurotomarioidea comprende 9 famiglie di cui otto estinte ed una sola tuttora esistente:
- Famiglia † Catantostomatidae Wenz, 1938
- Famiglia † Kittlidiscidae Cox, 1960
- Famiglia † Phymatopleuridae Batten, 1956
- Famiglia Pleurotomariidae Swainson, 1840
- Famiglia † Polytremariidae Wenz, 1938
- Famiglia † Portlockiellidae Batten, 1956
- Famiglia † Rhaphischismatidae Knight, 1956
- Famiglia † Trochotomidae Cox, 1960
- Famiglia † Zygitidae Cox, 1960